# 韋謝利夫卡 (茲納緬卡區)
48°55′15″N 32°45′46″E / 48.92083°N 32.76278°E
韋謝利夫卡（烏克蘭語：Веселівка），是烏克蘭中部的村莊，隸屬基洛夫格勒州的克羅皮夫尼茨基區。該村始建於1856年，面積4.32平方公里，海拔高度122米，2001年人口8，人口密度每平方公里1.85人。